# Biel (rejon diemidowski)
Biel (ros. Бель) – wieś (ros. деревня, trb. dieriewnia) w zachodniej Rosji, w osiedlu wiejskim Zaborjewskoje rejonu diemidowskiego w obwodzie smoleńskim.

## Geografia
Miejscowość położona jest nad rzeką Siadrieniek, 1,5 km od drogi regionalnej 66N-0504 (Prżewalskoje – Chołm – 66K-11), 6,5 km od centrum administracyjnego osiedla wiejskiego (Zaborje), 10,5 km od centrum administracyjnego rejonu (Diemidow), 73 km od stolicy obwodu (Smoleńsk), 37 km od granicy z Białorusią.
W granicach miejscowości znajduje się ulica Oziornaja (3 posesje).

## Demografia
W 2010 r. miejscowość zamieszkiwały 2 osoby.

## Historia
W czasie II wojny światowej od lipca 1941 roku dieriewnia była okupowana przez hitlerowców. Wyzwolenie nastąpiło we wrześniu 1943 roku.
Na mocy uchwały z dnia 28 maja 2015 roku wszystkie miejscowości (w tym Biel) zlikwidowanej jednostki administracyjnej Karcewskoje weszły w skład osiedla wiejskiego Zaborjewskoje.